# Dłubniański Park Krajobrazowy
Dłubniański Park Krajobrazowy – park krajobrazowy położony na granicy Wyżyny Krakowsko-Częstochowskiej i Wyżyny Miechowskiej. Jest najbardziej na wschód wysuniętym ze wszystkich Jurajskich Parków Krajobrazowych. Leży na terenie 6 gmin położonych wzdłuż rzeki Dłubni, będącej osią parku. Powierzchnia parku wynosi 10 959,6 ha, natomiast jego otulina liczy 11 684,7 ha.
Szeroka, urodzajna dolina tej rzeki od najdawniejszych wieków stanowiła obszar osiedlania się człowieka. Dłubnia, wraz ze swymi dopływami, zasilana jest z licznych źródeł, głównie w swoim górnym i środkowym biegu. Początek rzece dają źródła szczelinowe w Jangrocie i Trzyciążu, jednak wypływy najpiękniejsze (źródła pulsujące) i najbardziej wydajne znajdują się w Imbramowicach, Ściborzycach i Sieciechowicach. Są to obiekty wyjątkowo cenne przyrodniczo i krajobrazowo, objęte ochroną prawną jako pomniki przyrody. Wśród nich wymienić można: Źródło Hydrografów i Źródło Strusi w Imbramowicach oraz Źródło Jordan w Ściborzycach.
Na terenie parku, oprócz licznych pomników przyrody, znajdują się również cenne zabytki architektury, wśród których dominują kościoły i zespoły dworsko-parkowe. W 2017 Sejmik Województwa Małopolskiego uchwalił plan ochrony parku.